# Julia Zwehl
Julia Zwehl (Hannover, 20 de marzo de 1976) es una exjugadora alemana de hockey sobre césped.

## Trayectoria
Zwehl participó por primera vez en unos Juegos Olímpicos, en la edición de Sídney 2000. En Atenas 2004 eliminó a China en semifinales, derrotó a Países Bajos en la final y ganó el oro olímpico para selección alemana.